# Alfred Pasquali
Pour les articles homonymes, voir Pasquali.
Alfred Pasquali dit Fred Pasquali, né le 31 octobre 1898 à Constantinople (Empire ottoman, aujourd'hui Turquie) et mort le 12 juin 1991 à Paris 18e, est un acteur et metteur en scène français, qui a également prêté sa voix à de nombreux films et dessins animés.

## Biographie
Il est inhumé au cimetière parisien de Saint-Ouen (Seine-Saint-Denis).

## Théâtre

### En tant que comédien
- 1921 : La Dauphine de François Porché, théâtre du Vieux-Colombier
- 1925 : La Robe d'un soir de Rosemonde Gérard, mise en scène Firmin Gémier, théâtre de l'Odéon
- 1926 : Dalilah de Paul Demasy, théâtre de l'Odéon
- 1933 : La Femme en blanc de Marcel Achard, théâtre Michel
- 1933 : Teddy and Partner d'Yvan Noé, théâtre Michel
- 1933 : Le Vent et la Pluie de Georges de Warfaz d'après Merton Hodge, théâtre des Célestins
- 1936 : Normandie, opérette de Henri Decoin et André Hornez, musique de Paul Misraki, théâtre des Bouffes-Parisiens : le pasteur
- 1940 : Plutus d'après Aristophane, mise en scène Charles Dullin, théâtre de Paris
- 1943 : Feu du ciel, opérette de Jean Tranchant, mise en scène Alfred Pasquali, théâtre Pigalle
- 1945 : Topaze de Marcel Pagnol, mise en scène Alfred Pasquali, théâtre Pigalle
- 1947 : La Perverse Madame Russel de Joan Morgan, mise en scène Alfred Pasquali, théâtre Verlaine
- 1951 : Les Vignes du seigneur de Robert de Flers et Francis de Croisset, mise en scène Pierre Dux, théâtre de Paris
- 1952 : La Grande Roue de Guillaume Hanoteau, mise en scène Roland Piétri, théâtre Saint-Georges
- 1952 : Many d'Alfred Adam, mise en scène Pierre Dux, théâtre Gramont
- 1954 : À la Jamaïque, opérette de Francis Lopez et Raymond Vincy, mise en scène Alfred Pasquali, théâtre de la Porte-Saint-Martin
- 1956 : La Plume de Pierre Barillet et Jean-Pierre Grédy, mise en scène Jean Wall, théâtre Daunou
- 1957 : À la Jamaïque, opérette de Francis Lopez et Raymond Vincy, mise en scène Alfred Pasquali, théâtre des Célestins
- 1958 : Coups de pouce de Bernard Frangin, mise en scène Alfred Pasquali, théâtre des Célestins
- 1958 : La Saint-Valentin de Raymond Vincy, mise en scène Alfred Pasquali, théâtre des Célestins
- 1960 : Madame Sans-Gêne de Victorien Sardou et Émile Moreau, mise en scène Alfred Pasquali, théâtre de l'Ambigu
- 1961 : Le Petit Bouchon de Michel André, mise en scène Jacques Mauclair, théâtre des Variétés
- 1962 : Madame Sans-Gêne de Victorien Sardou et Émile Moreau, mise en scène Alfred Pasquali, théâtre des Célestins
- 1962 : La Contessa ou la Volupté d'être de Maurice Druon, mise en scène Jean Le Poulain, théâtre de Paris
- 1962 : Oscar de Claude Magnier, mise en scène Jacques Mauclair, théâtre en Rond
- 1963 : La Femme d'un autre de Fiodor Dostoïevski, mise en scène André Charpak, théâtre Récamier
- 1963 : Monsieur Vautrin d'André Charpak, d'après Honoré de Balzac, mise en scène André Charpak, théâtre Récamier
- 1964 : Comment réussir dans les affaires sans vraiment se fatiguer de Frank Loesser et Abe Burrows, mise en scène Pierre Mondy, théâtre de Paris
- 1965 : Deux anges sont venus de Roger Pierre et Jean-Marc Thibault d'après Albert Husson, mise en scène Pierre Mondy, théâtre de Paris
- 1967 : Demandez Vicky de Marc-Gilbert Sauvajon, mise en scène Jacques-Henri Duval, théâtre des Nouveautés
- 1968 : Le Brave Soldat Chvéïk de Jaroslav Hašek, mise en scène José Valverde, théâtre de l'Athénée-Louis-Jouvet
- 1969 : Le Marchand de soleil, comédie musicale de Robert Thomas et Jacques Mareuil, mise en scène Robert Manuel, théâtre Mogador
- 1971 : La Maison de Zaza de Gaby Bruyère, mise en scène Robert Manuel, théâtre des Nouveautés
- 1973 : La Purée de Jean-Claude Eger, mise en scène Robert Manuel, Théâtre des Nouveautés, théâtre Fontaine
- 1974 : Le Mari, la Femme et la Mort d'André Roussin, mise en scène de l'auteur et Louis Ducreux, théâtre Antoine
- 1974 : Le Péril bleu ou Méfiez-vous des autobus de et mise en scène Victor Lanoux, théâtre des Mathurins
- 1975 : Peau de vache de Pierre Barillet et Jean-Pierre Grédy, mise en scène Jacques Charon, théâtre de la Madeleine
- 1985 : La Prise de Berg-Op-Zoom de Sacha Guitry, mise en scène Jean Meyer, théâtre des Célestins, puis théâtre des Nouveautés et théâtre de la Michodière

### En tant que metteur en scène
- 1936 : Normandie, opérette de Henri Decoin et André Hornez, musique de Paul Misraki, théâtre des Bouffes-Parisiens
- 1941 : Boléro de Michel Duran, théâtre des Bouffes-Parisiens
- 1943 : Feu du ciel opérette de Jean Tranchant, théâtre Pigalle
- 1945 : Topaze de Marcel Pagnol, théâtre Pigalle
- 1945 : Tristan et Yseut de Lucien Fabre, théâtre Édouard VII
- 1946 : La Bonne Hôtesse opérette de Jean-Jacques Vital et Serge Veber, musique Bruno Coquatrix, Alhambra
- 1947 : Le Maharadjah opérette de Jean-Jacques Vital et Serge Veber, musique Bruno Coquatrix, Alhambra
- 1948 : J'irai cracher sur vos tombes (adaptation théâtrale) de Boris Vian, théâtre Verlaine
- 1948 : Saïgon 46 de Jacques Raphaël-Leygues, théâtre de la Potinière
- 1948 : Interdit au public de Roger Dornès et Jean Marsan, Comédie-Wagram
- 1949 : Sébastien de Henri Troyat, théâtre des Bouffes-Parisiens
- 1949-1952 : Baratin, opérette de Jean Valmy et André Hornez, musique d'Henri Betti, L'Européen
- 1950 : M’sieur Nanar opérette de Jean-Jacques Vital, Pierre Ferrari et André Hornez, théâtre de l'Étoile
- 1952 : Schnock opérette de Marc-Cab et Jean Rigaux, théâtre des Célestins
- 1954 : À la Jamaïque opérette de Raymond Vincy et Francis Lopez, théâtre de la Porte-Saint-Martin
- 1954 : La Roulotte de Michel Duran, théâtre Michel
- 1955 : La Folle Nuit d'André Mouëzy-Éon et Félix Gandéra, théâtre des Célestins
- 1956 : Bon appétit, monsieur de Gilbert Laporte, théâtre de l'Athénée
- 1956 : Ave Marianne, satire de l'actualité de Pierre Gilbert et Georges Bernardet, théâtre des Célestins
- 1956 : Meurtre au ralenti de Boileau-Narcejac, théâtre du Grand-Guignol
- 1956 : L'Assassin de Jean-Pierre Conty, théâtre du Grand-Guignol
- 1958 : Coups de pouce de Bernard Frangin, théâtre des Célestins
- 1958 : La Saint Valentin de Raymond Vincy, théâtre des Célestins
- 1958 : La Fin du monde de Max-Henri Cabridens d'après Jacques Natanson, théâtre du Grand-Guignol
- 1959 : La Mauvaise Semence de T. Mihalakeas et Paul Vandenberghe, théâtre des Arts
- 1960 : Madame Sans-Gêne de Victorien Sardou et Émile Moreau, théâtre de l'Ambigu
- 1962 : Les Oiseaux rares de Renée Hoste, théâtre Montparnasse

## Filmographie

### Cinéma
- 1918 : I topi grigri d'Emilio Ghione (sous réserves)
- 1927 : La Jalousie du barbouillé d'Alberto Cavalcanti
- 1932 : Fantômas de Paul Fejos
- 1932 : Ma femme... homme d'affaires de Max de Vaucorbeil : Silbermann
- 1932 : Monsieur de Pourceaugnac de Gaston Ravel et Tony Lekain : Sbrigani
- 1933 : Rothchild de Marco de Gastyne : Flips
- 1933 : Âme de clown de Marc Didier et Yvan Noé : Teddy
- 1933 : La Fusée de Jacques Natanson : Baltan
- 1933 : Miss Helyett de Hubert Bourlon et Jean Kemm : Putcardas
- 1933 : Pour être aimé de Jacques Tourneur : Émilien
- 1933 : Trois Hommes en habit de Mario Bonnard : Gilbert
- 1933 : Un peu d'amour de Hans Steinhoff
- 1935 : Les dieux s'amusent de Reinhold Schünzel et Albert Valentin : le  docteur
- 1935 : Jonny, haute-couture de Serge de Poligny
- 1935 : Un homme de trop à bord de Gerhard Lamprecht  et Roger Le Bon : Wrensky
- 1936 : L'Appel du silence de Léon Poirier : le journaliste de Gil Blas
- 1936 : Au service du tsar de Pierre Billon
- 1936 : Donogoo de Reinhold Schünzel et Henri Chomette : le garçon de café
- 1936 : Un mauvais garçon de Jean Boyer
- 1937 : Mademoiselle ma mère de Henri Decoin : le détective
- 1938 : Raphaël le tatoué de Christian-Jaque : le maître d'hôtel
- 1939 : Le Dernier Tournant de Pierre Chenal : un joueur
- 1939 : Battement de cœur d'Henri Decoin et Alfred Pasquali
- 1941 : Caprices de Léo Joannon : le metteur en scène
- 1941 : Ce n'est pas moi de Jacques de Baroncelli : don José
- 1941 : Péchés de jeunesse de Maurice Tourneur : Edmond Vacheron
- 1941 : Pension Jonas de Pierre Caron : le  professeur Tipule
- 1941 : Romance de Paris de Jean Boyer : Nicolas, l'impresario
- 1942 : Fou d'amour de Paul Mesnier : le parieur
- 1942 : L'Honorable Catherine de Marcel L'Herbier : le vendeur de carillons
- 1942 : Le journal tombe à cinq heures de Georges Lacombe : Fragonard
- 1942 : Une étoile au soleil de André Zwobada
- 1943 : Le Comte de Monte-Cristo de Robert Vernay (première époque : « Edmond Dantès ») : Johannès
- 1943 : Coup de tête de René Le Hénaff : le poids-mouche
- 1943 : Donne-moi tes yeux de Sacha Guitry : le peintre
- 1944 : Entrée des artistes de Marc Allégret : le juge d'instruction[Note 1]
- 1945 : Au petit bonheur de Marcel L'Herbier : Germain
- 1945 : Le Capitan de Robert Vernay
- 1945 : Trente et Quarante de Gilles Grangier
- 1945 : L'Extravagante Mission d'Henri Calef : le duc Rodrigue del Montès
- 1945 : Jéricho d'Henri Calef
- 1945 : Jeux de femmes de Maurice Cloche : Simone
- 1946 : Parade du rire de Roger Verdier : M. de Saint-Jules
- 1947 : Les Aventures des Pieds-Nickelés de Marcel Aboulker : Sherlock Coco
- 1948 : Toute la famille était là de Jean de Marguenat : Van-Bico
- 1949 : Interdit au public d'Alfred Pasquali : Saturnin
- 1949 : Le Trésor des Pieds-Nickelés de Marcel Aboulker : Sherlock Coco
- 1950 : Nous irons à Paris de Jean Boyer : M. Grosbois
- 1950 : Les Joyeux Pèlerins d'Alfred Pasquali : Rameau
- 1951 : Cœur-sur-Mer de Jacques Daniel-Norman : Andive Meunier
- 1951 : Les Mémoires de la vache Yolande de Ernst Neubach : Coquentin
- 1951 : Le Dindon de Claude Barma : Pacarel
- 1952 : Pas de vacances pour Monsieur le Maire de Maurice Labro : Tracassin
- 1952 : Cent francs par seconde de Jean Boyer : M. Bourdinet
- 1953 : Ma petite folie de Maurice Labro
- 1953 : Les Amoureux de Marianne de Jean Stelli
- 1954 : J'avais sept filles de Jean Boyer : le  professeur Gorbiggi
- 1955 : Les deux font la paire d'André Berthomieu  : le directeur du théâtre
- 1956 : Le Couturier de ces dames de Jean Boyer : Picrafos
- 1956 : L'Auberge en folie de Pierre Chevalier
- 1957 : Amour de poche de Pierre Kast : Bataillon
- 1957 : Sénéchal le magnifique de Jean Boyer
- 1961 : À rebrousse-poil de Pierre Armand
- 1961 : Snobs ! de Jean-Pierre Mocky : Richard Archambault
- 1962 : C'est pas moi, c'est l'autre de Jean Boyer : l'impresario
- 1963 : Un drôle de paroissien de Jean-Pierre Mocky
- 1964 : La Grande Frousse ou La Cité de l'indicible peur de Jean-Pierre Mocky : l'oncle de Simon Triquet
- 1969 : Aux frais de la princesse de Roland Quignon : le directeur du journal
- 1969 : La Honte de la famille de Richard Balducci : Fontan, le riche
- 1973 : Prenez la queue comme tout le monde de Jean-François Davy
- 1976 : Dis bonjour à la dame de Michel Gérard
- 1977 : Gloria de Claude Autant-Lara  : le voyageur de l'aérobus
- 1978 : Les Ringards de Robert Pouret : M. feuillard
- 1979 : Au bout du bout du banc de Peter Kassovitz : M. Vallet
- 1981 : Signé Furax de Marc Simenon : Hardy Petit
- 1981 : Prends ta Rolls et va pointer de Richard Balducci : Pépé
- 1982 : Salut la puce de Richard Balducci

### Courts-métrages
- 1932 : Un coup manqué de Marco de Gastyne
- 1932 : Le Chimpanzé de Marco de Gastyne
- 1933 : Gonzague de Marco de Gastyne

### Télévision
- 1959 : Coquin de printemps
- 1966 : La 99ème minute de François Gir
- 1966 : Rouletabille chez les Bohémiens, de Robert Mazoyer : Grousillat
- 1967 : Le Golem de Jean Kerchbron : le juge
- 1973 : Lucien Leuwen, téléfilm de Claude Autant-Lara
- 1977 : D'Artagnan amoureux, mini-série en cinq épisodes de Yannick Andréi : Colineau du Val

### Publicités
- 1970 : Renault 12 : Le client (spot publicitaire)

### Au théâtre ce soir

#### En tant que comédien
- 1968 : Étienne de Jacques Deval, mise en scène Louis Seigner, réalisation Pierre Sabbagh, théâtre Marigny
- 1968 : Baby Hamilton de Maurice Braddell et Anita Hart, mise en scène Christian-Gérard, réalisation Pierre Sabbagh, théâtre Marigny
- 1969 : Many d'Alfred Adam, mise en scène Pierre Dux, réalisation Pierre Sabbagh, théâtre Marigny
- 1969 : Caroline a disparu de Jean Valmy et André Haguet, mise en scène Jacques-Henri Duval, réalisation Pierre Sabbagh, théâtre Marigny
- 1970 : La Roulotte de Michel Duran, mise en scène Alfred Pasquali, réalisation Pierre Sabbagh, théâtre Marigny
- 1971 : Arsenic et vieilles dentelles de Joseph Kesselring, mise en scène Alfred Pasquali, réalisation Pierre Sabbagh, théâtre Marigny
- 1971 : Tapage nocturne de Marc-Gilbert Sauvajon, mise en scène Jacques-Henri Duval, réalisation Pierre Sabbagh, théâtre Marigny
- 1972 : Faites-moi confiance de Michel Duran, mise en scène Alfred Pasquali, réalisation Pierre Sabbagh, théâtre Marigny
- 1972 : Adorable Julia de Marc-Gilbert Sauvajon, mise en scène René Clermont, réalisation Georges Folgoas, théâtre Marigny
- 1973 : La Venus de Milo de Jacques Deval, mise en scène d'Alfred Pasquali, réalisation Georges Folgoas, Théâtre Marigny
- 1973 : La Purée de Jean-Claude Eger, mise en scène Robert Manuel, réalisation Georges Folgoas, théâtre Marigny
- 1973 : Le Complexe de Philémon de Jean Bernard-Luc, mise en scène René Clermont, réalisation Georges Folgoas, théâtre Marigny
- 1975 : Demandez Vicky de Marc-Gilbert Sauvajon, mise en scène Jacques-Henri Duval, réalisation Pierre Sabbagh, théâtre Édouard VII
- 1978 : Vous ne l'emporterez pas avec vous de Moss Hart et George Kaufman, mise en scène Jean-Luc Moreau, réalisation Pierre Sabbagh, théâtre Marigny
- 1978 : Les Pavés du ciel d'Albert Husson, mise en scène Claude Nicot, réalisation Pierre Sabbagh, théâtre Marigny
- 1979 : Mon crime de Louis Verneuil et Georges Berr, mise en scène Robert Manuel, réalisation Pierre Sabbagh, théâtre Marigny
- 1980 : Peau de vache de Pierre Barillet et Jean-Pierre Grédy, mise en scène Jacques Charon, réalisation Pierre Sabbagh, théâtre Marigny

#### En tant que metteur en scène
- 1967 : Bon appétit, Monsieur de Gilbert Laporte, réalisation Pierre Sabbagh, théâtre Marigny
- 1967 : Au petit bonheur de Marc-Gilbert Sauvajon, réalisation Pierre Sabbagh, théâtre Marigny
- 1968 : Boléro de Michel Duran, réalisation Pierre Sabbagh, théâtre Marigny
- 1973 : La Venus de Milo de Jacques Deval, réalisation Georges Folgoas, Théâtre Marigny

## Doublage (liste partielle)

### Cinéma
- Voix française de l'acteur Totò.

#### Films
- Paolo Stoppa dans : 
  - Carthage en flammes (1960) : Astarito
  - Le Guépard (1963) : Don Calogero Sedara
- Qu'elle était verte ma vallée (1946) : Parry (Arthur Shields)
- La Nuit quand le diable venait (1957) : Waffen-SS Willi Keun (Werner Peters)
- Certains l'aiment chaud (1959) : Osgood Fielding III (Joe E. Brown)
- Trahison à Athènes (1959) : Leonides Piricos (Peter Illing)
- Pollyanna (1960) : Mr. Murg (Gage Clarke)
- La Garçonnière (1960) : docteur Dreyfuss (Jack Kruschen)
- Les Chevaliers du démon (1961) : le marquis de Beauville (Bernard Hunter)
- Mary Poppins (1964) : M.. Dawes Jr. (Arthur Malet)
- Tintin et les Oranges bleues (1964) : le professeur Tournesol (Félix Fernández)
- La Gnome-mobile (1967) : le pompiste (Gil Lamb)
- Camelot (1967) : Merlin (Laurence Naismith)
- Trois fantômes à la plage (1967) : le boutiquier (Byron Foulger)
- Chitty Chitty Bang Bang (1968) : Chancelier (Stanley Unwin)
- Jeux pervers (1968) : Andreas (George Pastell)
- Campus (1970) : Dr Kasper (Cecil Kellaway)
- Le Décaméron (1971) : le vieux conteur bavard du marché[Qui ?]
- Papillon (1973) : le vieux Trustee (Liam Dunn)
- L'Or noir de l'Oklahoma (1973) : l'avocat (Woodrow Parfrey)
- Les Anges mangent aussi des fayots (1973) : un journaliste[Qui ?]
- Le Jour du fléau (1975) : Abe Kusich (Billy Barty)
- La Ballade de Bruno (1977) : Scheitz (Clemens Scheitz)
  - James Finlayson en alternance avec Rognioni dans divers Laurel et Hardy.

#### Animation
- La Rose de Bagdad (1949) : Burk le sorcier
- Merlin l'Enchanteur (1963) : Merlin
- Les Fous du Volant (1968) : Al Carbonne
- Tintin et le Temple du Soleil de Eddie Lateste (1969) : Le professeur Tournesol
- Aladin et la Lampe Merveilleuse de Jean Image (1970) : Le génie de la boule
- Les Aristochats (1970) : Georges Hautecour

### Télévision
- Duel (1971) : le patron du café (Eddie Firestone) (1er doublage)